# Slyträsket
Slyträsket är en sjö i Bodens kommun i Norrbotten som ingår i Alåns huvudavrinningsområde. Sjön har en area på 1,94 kvadratkilometer och ligger 86,9 meter över havet. Sjön avvattnas av vattendraget Alån (Långsjöån).
Slyträsket är belägen längs den enskilda vägen mellan Långsjön och Brännberg och Stambanan genom övre Norrland passerar intill sjöns sydöstra spets.

## Delavrinningsområde
Slyträsket ingår i delavrinningsområde (731387-174974) som SMHI kallar för Utloppet av Slyträsket. Medelhöjden är 123 meter över havet och ytan är 16,8 kvadratkilometer. Räknas de 4 avrinningsområdena uppströms in blir den ackumulerade arean 102,21 kvadratkilometer. Avrinningsområdets utflöde Alån (Långsjöån) mynnar i havet. Avrinningsområdet består mestadels av skog (67 procent) och sankmarker (17 procent). Avrinningsområdet har 1,94 kvadratkilometer vattenytor vilket ger det en sjöprocent på 11,5 procent.